# Odofredus Denari
Odofredus de Denariis [odofre'dus ~ dena'ri·is] ili Odofredus Denari (Bologna, početkom 13. stoljeća – Bologna, 3. prosinca 1265.) je talijanski srednjovjekovni pravnik.

## Životopis
Nakon završetka studija prava predavao u Bologni (1230. – 1265.). Iz nastavne djelatnosti proistekla je glavnina njegovih djela ("lecturae", "tractatus", "repetitiones", "quaestiones" i dr.); pisao je također o feudalnom i javnom pravu. Važan je (iako ne uvijek pouzdan) izvor za poznavanje rane povijesti bolonjskoga pravnog studija i prvih glosa.  